# Carthage (North Carolina)
Carthage is een plaats (town) in de Amerikaanse staat North Carolina, en valt bestuurlijk gezien onder Moore County.

## Demografie
Bij de volkstelling in 2000 werd het aantal inwoners vastgesteld op 1871.
In 2006 is het aantal inwoners door het United States Census Bureau geschat op 2030, een stijging van 159 (8,5%).

## Geografie
Volgens het United States Census Bureau beslaat de plaats een oppervlakte van
15,2 km², waarvan 15,1 km² land en 0,1 km² water. Carthage ligt op ongeveer 157 m boven zeeniveau.

## Plaatsen in de nabije omgeving
De onderstaande figuur toont nabijgelegen plaatsen in een straal van 16 km rond Carthage.